# Goran Karan

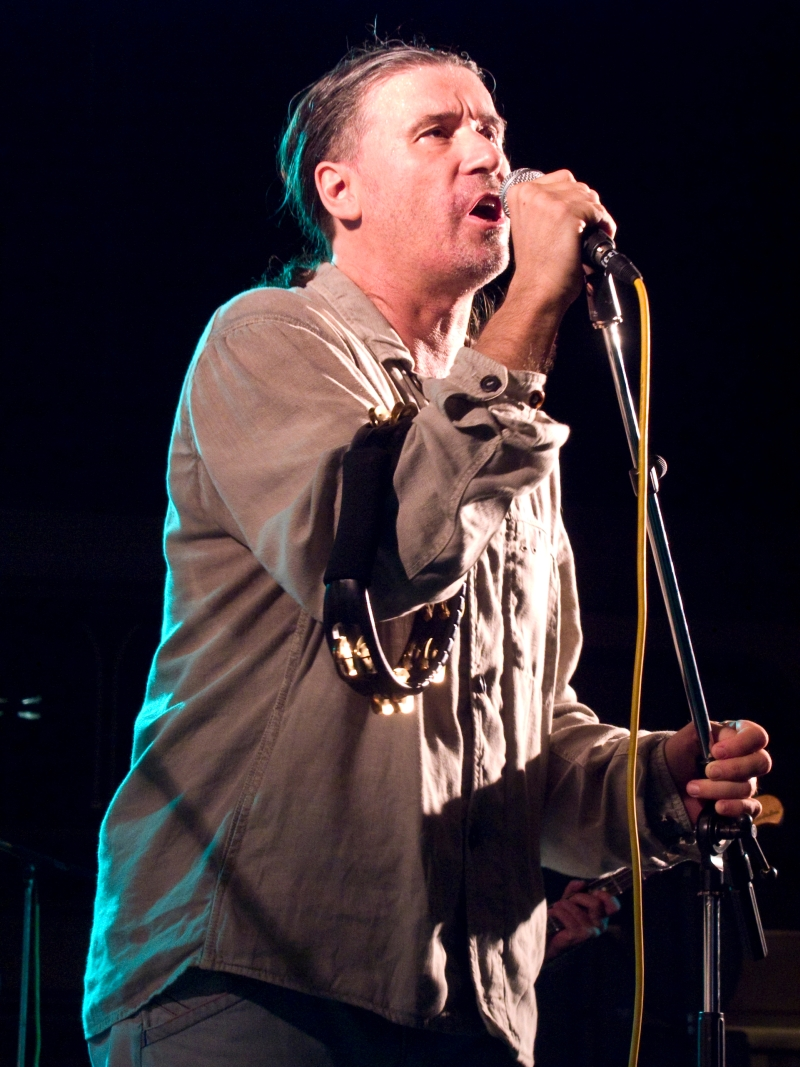
Goran Karan (2008)

Goran Karan (* 2. April 1964 in Belgrad, Jugoslawien) ist ein kroatischer Sänger.

## Leben und Karriere
Karan, der sich bereits erfolgreich als Rocksänger und Musical-Darsteller in Kroatien betätigte, gewann den nationalen Vorentscheid Dora und vertrat daher sein Land beim Eurovision Song Contest 2000 und erreichte den 9. Platz mit seiner Ballade Kada zaspu anđeli (Ostani) (dt.: Wenn Engel einschlafen (Bleib)). 
Er blieb weiterhin der Rockmusik treu und war außerdem 2005 Jury-Mitglied bei der Sendung Hrvatski idol, der kroatischen Version von Pop Idol.
2015 hatte Karan mit Sta je svit, einem Duett mit Severina, einen Nummer-eins-Hit in Kroatien.
2018 erschien mit Glas juga sein bislang letztes Studio-Album.

## Diskografie

### Alben
- 1999: Kao da te ne volim
- 2000: Vagabundo (HR: Platin)[3]
- 2001: Dalmatinske suze
- 2003: Ahoj!
- 2005: Od srca do usana
- 2008: Dite ljubavi
- 2011: Romanca pod zvizdama
- 2013: Čovik tvoj
- 2018: Glas juga

### Kompilationen
- 2005: Zlatna kolekcija
- 2010: Najljepše ljubavne pjesme
- 2011: Hitovi
- 2020: Jedna noć u Zagrebu

### Livealben
- 2012: Melodie Znad Adriatyku

### Singles (Auswahl)
- 1999: Lipa si, lipa
- 1999: Tu Non Llores Mi Querida (mit Oliver Dragojević)
- 2000: Kada zaspu anđeli (Ostani) / Stay With Me
- 2000: Ja sam samo vagabundo
- 2000: Prozor kraj đardina
- 2008: Antalya (mit Nükhet Duru)
- 2015: Šta je svit (mit Severina)